# Greg Beeman
Greg Beeman (Honolulu, Hawaï, 1962) is een Amerikaanse regisseur en producer, het bekendst door zijn werk in de series Smallville, JAG en Heroes.

## Filmografie

### Films
- Bushwhacked (1995)
- Mom and Dad Save the World (1992)
- Tales of the Unknown (1990) - (ook als schrijver)
- License to Drive (1988)

### Televisie
- The Flash (2022)
- The Mysterious Benedict Society (2021)
- Stargirl (2020)
- Batwoman (2020)
- Nancy Drew (2020)
- Swamp Thing (2019)
- Charmed (2019)
- The Rookie (2018)
- S.W.A.T. (2017)
- Midnight, Texas (2017)
- Salvation (2017)
- Zoo (2017)
- No Tomorrow (2017)
- American Gothic (2016) - (ook als uitvoerend producer)
- Minority Report (2015) - (ook als uitvoerend producer)
- Lucifer (2015)
- Heroes Reborn (2015)
- The Last Ship (2014)
- Perception (2012)
- Vegas (2012)
- Touch (2012)
- Once Upon a Time (2012)
- Falling Skies (2012) - (ook als uitvoerend producer)
- Memphis Beat (2010)
- No Ordinary Family (2010)
- The Defenders (2010)
- Blue Bloods (2010)
- Rizzoli & Isles (2010)
- Melrose Place (2009) - (ook als uitvoerend producer)
- Aquaman (2007)
- Heroes (2006) - (ook als uitvoerend producer)
- Smallville (2001) - (ook als uitvoerend producer)
- Philly (2001)
- City of Angels (2000)
- I Spike (2000)
- Horse Sense (1999)
- The Strip (1999)
- Providence (1999) - (ook als schrijver)
- Martial Law (1998)
- Nash Bridges (1996) - (ook als producer)
- The Sentinel (1996)
- JAG (1995)
- Strange Luck (1995)
- Nowhere Man (1995)
- Harts of the West (1993)
- The Adventures of Brisco County Jr. (1993)
- Eerie, Indiana (1991)
- The Wonder Years (1988)

### Televisiefilms
- A Ring of Endless Light (2002)
- The Ultimate Christmas Present (2000)
- Miracle in Lane 2 (2000)
- Brink! (1998)
- Under Wraps (1997)
- Problem Child 3: Junior in Love (1995)
- Little Spies (1986)
- The Richest Cat in the World (1986)